# Vol Air Transport International 782
Le 16 février 1995, un Douglas DC-8 cargo effectuant le vol Air Transport International 782, reliant l'aéroport international de Kansas City, dans l'État américain du Missouri, à l'aéroport métropolitain de Westover (en), à Springfield, dans le Massachusetts, s'écrase en bout de piste après avoir manqué son décollage, tuant les trois membres d'équipage à bord.
La cause de l'accident réside notamment dans la formation inappropriée des pilotes, qui n'ont pas réalisé correctement une procédure de décollage avec trois moteurs, ainsi que dans le manque de surveillance de la Federal Aviation Administration (FAA) et de la compagnie aérienne concernant les réglementations sur le temps de repos des équipages.

## Contexte

### Avion

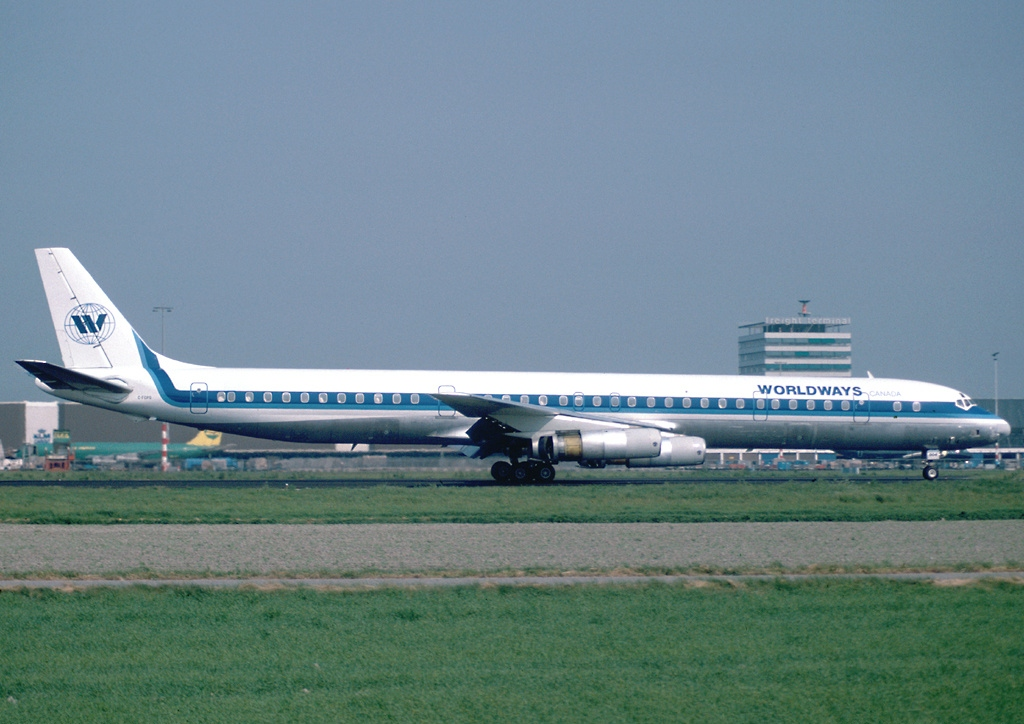
Le DC-8 impliqué dans l'accident, alors qu'il opérait pour Worldways Canada, photographié en mai 1989.

L'appareil impliqué dans l'accident est un Douglas DC-8-63F âgé de 27 ans, immatriculé N782AL (numéro de série 45929/367) et était le 367e DC-8 construit par Douglas Aircraft Company. Au moment de l'accident, cet appareil, équipé de quatre turboréacteurs Pratt & Whitney JT3D-7 (Q), a effectué 77 096 heures de vol, avec 22 404 cycles de vol (décollage/atterrissage).
Il a appartenu auparavant à Canadian Pacific Air Lines, Flying Tiger Line et Worldways Canada, qui le louaient à d'autres compagnies aériennes, dont Icelandair et Air Algérie en 1985. En 1990, l'avion a été acheté par Aerolease Financial Group et converti pour le transport de fret. L'avion a ensuite été loué à Burlington Air Express, puis en 1994, il a été loué à Air Transport International (en) (ATI).

### Équipage
Le commandant de bord est Walter Miga Sr. (48 ans), qui a été embauché par ATI en 1994 et compte 9 711 heures de vol, dont 4 483 heures sur DC-8. Il a déjà piloté pour Trans Air Link et Fine Air (en).
Le copilote est Mark Ulmer (38 ans), qui est en stage chez ATI et suit une formation sur DC-8, mais n'a pas encore reçu sa qualification sur cet appareil au moment de l'accident. Il ne compte que 171 heures sur DC-8, mais totalise 4 261 heures de vol à son actif.
Le mécanicien navigant est Kerry Hardy (48 ans), un ancien mécanicien navigant de l'US Air Force, opérant majoritairement sur Lockheed C-141 Starlifter, qui compte 4 460 heures de vol, dont seulement 218 sur DC-8.

## Accident
À 20 h 21, le vol 782 se prépare à décoller de la piste 01L de l'aéroport international de Kansas City, dans l'État américain du Missouri, pour un vol de convoyage vers Springfield, dans le Massachusetts, afin de subir une opération de maintenance visant à réparer le moteur no 1 (moteur extérieur gauche) du DC-8, qui est tombé en panne lors d'un précédent décollage.
Dans une première tentative de décollage, les pilotes perdent le contrôle directionnel de l'avion et décident de l'interrompre. Quelques minutes plus tard, ils tentent de décoller pour la deuxième fois. Après avoir parcouru 980 mètres sur la piste, le DC-8 commence à virer vers la gauche. 
Après 1 160 mètres, l'avion se cabre brusquement, provoquant un toucher de queue (tailstrike) sur la piste. La queue de l'avion reste en contact avec la piste pendant encore 250 mètres.

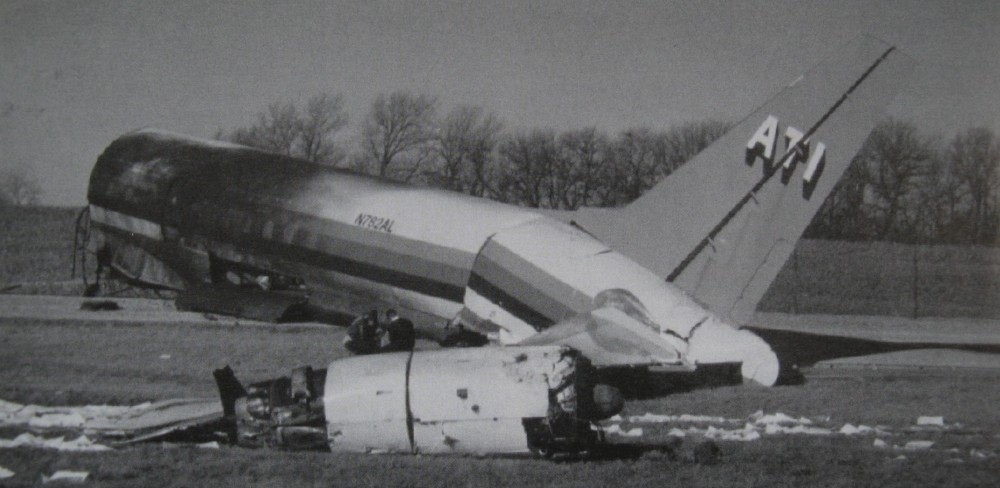
La section arrière du DC-8, après l'accident du vol 782.

Après 1 600 mètres, le DC-8 décolle finalement et grimpe à seulement trente mètres au-dessus du sol avant de s'incliner sur son aile gauche, d'entrer en décrochage et de s'écraser, en se disloquant en plusieurs tronçons, avant de s'immobiliser en feu à 2 300 mètres du début de la piste 01L.

## Enquête
Le Conseil national de la sécurité des transports américain (NTSB) détermine que la cause principale de cet accident réside dans le fait que l'équipage a enfreint les procédures standard, en décidant de poursuivre le décollage alors que l'appareil était en dessous de la vitesse de rotation calculée avant le départ.
Le NTSB a également noté plusieurs événements survenus au cours de la formation du commandant Miga chez American International Airways et ATI. Un pilote examinateur a écrit dans son journal de bord que Miga "ferait un bon commandant de bord", tandis qu'un autre a déclaré que Miga "ne faisait pas preuve de la confiance et de l'autorité nécessaires pour agir en tant que pilote aux commandes."
Un autre examinateur a noté que Miga maîtrisait bien l'appareil et vérifiait de façon adéquate les instruments de bords, mais a également recommandé qu'il n'effectue que des vols intérieurs. Malgré cette recommandation, il a continué à effectuer des vols internationaux, après qu'un pilote observateur lui ait fait des remarques positives lors d'un vol vers l'Allemagne le 14 février 1995, soit deux jours avant l'accident. Même si sa formation sur simulateur concernant les vols de convoyage sur avions avec trois moteurs a été jugée satisfaisante, et qu'il a effectué précédemment deux vols de ce genre en tant que copilote, le vol 782 était le premier vol de convoyage que Miga effectuait en tant que commandant de bord.
Le copilote Ulmer a échoué à trois contrôles de compétences en vol en 1989, 1992 et 1993 ; et il avait également reçu trois avis de désapprobation émanant de la Federal Aviation Administration (FAA). Ulmer a alors dû suivre une remise à niveau de ses compétences et a réussi à chaque fois.
Il a également été établi que le mécanicien navigant Hardy a calculé une vitesse minimale incorrecte de 107 nœuds (198 km/h) au lieu des 116 nœuds (214 km/h) requis pour qu'un DC-8 puisse décoller, en raison du fait qu'il a utilisé lors de ses calculs le degré Fahrenheit au lieu du degré Celsius, et que le commandant de bord et le copilote n'ont pas vérifié que les vitesses calculées était correctes avant le décollage.
La compagnie aérienne Air Transport International (en) a fourni une formation inappropriée à ses pilotes, ce qui les a empêchés de comprendre et de procéder à un décollage avec trois moteurs au lieu de quatre. La compagnie aérienne avait également accordé un temps de repos insuffisant à ses pilotes, ce qui a entraîné la fatigue de l'équipage au moment de l'accident, bien que le NTSB n'ait pas pu conclure si cela avait dégradé leurs performances.
De plus, la surveillance par la Federal Aviation Administration (FAA) des réglementations sur le temps de repos des équipages et la compagnie aérienne étaient toutes deux déficientes.

## Médias
L'accident a fait l'objet d'un épisode dans la série télévisée Air Crash nommé « Décollage Fatal » (saison 24 - épisode 3).